# Javier Otxoa
Javier Otxoa Palacios (Baracaldo, 30 de agosto de 1974-Alhaurín de la Torre, 24 de agosto de 2018) foi um ciclista espanhol e desportista paralímpico.

## Biografia
Os inícios da sua carreira estiveram muito unidos ao seu irmão gémeo Ricardo. Aos 13 anos começou na filial da Sociedade Ciclista Punta Galea. Foi várias vezes campeão nas categorias inferiores, destacando a consecução de um Circuito Montanhês. Depois da seu estreia com a equipa ONZE, passou a Kelme-Costa Blanca. a 10 de julho de 2000, no Tour de France, ganhou em solitário a etapa de Dax-Hautacam, por adiante de Lance Armstrong.
Em 15 de fevereiro de 2001, foi atropelado por um carro na estrada de Cártama (Málaga), enquanto treinava junto com o seu irmão gémeo, o também ciclista Ricardo Otxoa, que faleceu no acidente. Como consequência do mesmo, Javier sofreu uma parálise cerebral. Javier seguiu praticando o ciclismo. Ganhou quatro medalhas nos Jogos Paralímpicos de Verão nos anos 2004 e 2008. Faleceu a 24 de agosto de 2018 depois de uma longa doença.

## Medalheiro internacional
| Jogos Paralímpicos | Jogos Paralímpicos | Jogos Paralímpicos | Jogos Paralímpicos      |
| Ano                | Lugar              | Medalha            | Prova                   |
| ------------------ | ------------------ | ------------------ | ----------------------- |
| 2004               | Atenas ( Grécia)   | Medalha de ouro    | Rota/Contrarrelógio CP3 |
| 2008               | Pequim ( China)    | Medalha de ouro    | Contrarrelógio CP3      |
| 2008               | Pequim ( China)    | Medalha de prata   | Estrada LC3-4/CP3       |

| Jogos Paralímpicos | Jogos Paralímpicos | Jogos Paralímpicos | Jogos Paralímpicos         |
| Ano                | Lugar              | Medalha            | Prova                      |
| ------------------ | ------------------ | ------------------ | -------------------------- |
| 2004               | Atenas ( Grécia)   | Medalha de prata   | Perseguição individual CP3 |

## Palmarés

### Estrada
- 2000
- Uma etapa do Tour de France
- Clássica de Ordizia

### Paralímpico
- 2003
- Campeonato Paralímpico da Europa

- 2004
- Campeonato Paralímpico Contrarrelógio 
  - 2.º no Campeonato Paralímpico de Perseguição em Pista

- 2008
- Campeonato Paralímpico Contrarrelógio 
  - 2.º no Campeonato Paralímpico em Estrada

- 2009
- Campeonato Paralímpico do Mundo Contrarrelógio

## Equipas

### Estrada
- Kelme-Costa Blanca (1997-2001)

### Paralímpico
- Saunier Duval[10] (2007-2008)
  - Saunier Duval-Prodir (2007)
  - Saunier Duval-Scott (2008)